# Tithraustes mirma
Tithraustes mirma är en fjärilsart som beskrevs av Druce 1899. Tithraustes mirma ingår i släktet Tithraustes och familjen tandspinnare. Inga underarter finns listade i Catalogue of Life.